# NGC 5054
NGC 5054 este o galaxie spirală situată în constelația Fecioara. A fost descoperită în 31 decembrie 1785 de către William Herschel. Se află la o distanță de 18,2 megaparseci de Pământ.